# Carl Paproski
Pour les articles homonymes, voir Paproski.
Carl Michael Paproski (25 janvier 1945-13 janvier 2008) est un homme politique canadien de l'Alberta. Il est député provincial progressiste-conservateur de la circonscription albertaine d'Edmonton-Kingsway de 1982 à 1986.

## Biographie
Né à Edmonton en Alberta, Paproski remporte l'élection de 1982 et remplace ainsi son frère Kenneth à titre de député de la circonscription d'Edmonton-Kingsway,. Il ne se représente pas en 1986.
Un autre frère, Steve Paproski, a également été député d'Edmonton-Centre et ensuite d'Edmonton-Nord sur la scène fédérale de 1968 à 1993.